# シュガー&スパイス 風味絶佳
『シュガー&スパイス 〜風味絶佳〜』（シュガー アンド スパイス ふうみぜっか）は、2006年9月16日に全国東宝系で公開された恋愛映画である。

## 概要
原作は山田詠美の短編集『風味絶佳』（文藝春秋刊、2005年の第41回谷崎潤一郎賞受賞作）収録の「風味絶佳」。オアシスが主題歌「LYLA」を提供した。
東京都福生のガソリンスタンドで働く18歳の男と、そこに現れた少女が繰り広げるラブストーリー。
『誰も知らない』でカンヌ国際映画祭の最優秀主演男優賞を獲得し一躍注目を集めた柳楽優弥と沢尻エリカの共演が話題となった。
MTV STUDENT VOICE AWARDS 2006 の最優秀ティーン映画賞を受賞した。
ロケにはジョンソン・タウンが使われている。

## 登場人物
山下 志郎
演 - 柳楽優弥
渡辺 乃里子
演 - 沢尻エリカ
所長
演 - 大泉洋
マイク
演 - チェン・ボーリン
マッキー
演 - 木村了
尚樹
演 - 濱田岳
ヨウコ
演 - 岩佐真悠子
沙絵
演 - サエコ
豊田
演 - 佐藤二朗
村松
演 - 板倉俊之
山下 情
演 - 光石研
山下 夏子
演 - 奥貫薫
SS社長
演 - 金田明夫
矢野
演 - 高岡蒼甫
グランマ
演 - 夏木マリ
- 蒼井優がクレジットされているが、役柄についてはDVDのコメンタリーで明らかにされている。

## テレビドラマ版
『もうひとつのシュガー&スパイス』のタイトルで、青春★ENERGY枠内で放送された。

### 概要
2006年8月30日から9月20日まで1話完結型放送。2006年9月20日の第4話は学校風ラジオ番組SCHOOL OF LOCK!が舞台。

### 放映リスト
- 大学生カップル編（2006年8月30日）
- 遠距離・社会人カップル編（2006年9月6日）
- バイト先での三角関係編（2006年9月13日）
- 片思いの彼編（2006年9月20日放送（2006年9月12日&13日ロケ））

### キャスト
大学生カップル編
- 井上 美波：戸田恵梨香
- 沢井 由隆：郭智博
- 内田 絵里：高瀬友規奈
- 由隆の元彼女：鶴田倫美

遠距離・社会人カップル編
- 中山 まどか（東京ウォーカー編集部員）：関めぐみ
- 今井 聡：黄川田将也
- 内藤正人：岡田将生

バイト先での三角関係編
- 浅井 美香（タワーレコードアルバイト）：金子さやか
- 杉浦 悠太（スパイス男）：細田よしひこ
- 矢口 智之（シュガー男）：眞島秀和

片思いの彼編
- 吉沢 琢磨（エフエム東京「SCHOOL OF LOCK!」アシスタントディレクター）：田中圭
- 石井 明日香（エフエム東京社内カフェ店員）：松本莉緒
- 小山 成司：星野源
- 木崎 由美：有村実樹
- やましげ校長：山崎樹範
- やしろ教頭：家城啓之（カリカ）
- 天狗柱権三先生
- すっちゃん（教育実習生）

### スタッフ
- 原作：山田詠美
- 企画：大多亮
- 脚本：渡辺千穂、阿相クミコ（「バイト先での三角関係編」）
- 主題歌：Oasis「Lyla」
- プロデュース：鹿内植、三竿玲子
- 演出：松山博昭
- 制作：フジテレビジョンドラマ制作センター